# Route 335 (Nouveau-Brunswick)
Pour les articles homonymes, voir Route 335.
La route 335 est une route locale du Nouveau-Brunswick située dans le nord-est de la province, au sud-est de Caraquet. Elle possède une longueur de 13 kilomètres, et est pavée sur toute sa longueur.

## Tracé
La 335 débute sur la route 345 à Evangeline, près de l'aéroport de Pokemouche. Elle se dirige vers le nord pendant 13 kilomètres, en traversant Saint-Simon, où elle possède de nombreuses courbes à travers le village. Elle est parallèle à la route 11 sur toute sa longueur, située juste à l'ouest. Elle se termine sur la route 145, à mi-chemin entre Caraquet et Bas-Caraquet. 

## Intersections principales
| Route 335  |             |    |                                                                |                 |
| Comté      | Location    | km | Intersection/Destinations                                      | Notes           |
| Gloucester | Evangeline  | 0  | R-345, aéroport de Pokemouche, Inkerman, Shippagan, Pokemouche | Début de la 335 |
| Gloucester | Saint-Simon | ~3 | Chemin Blanchard ouest, Blanchard Settlement                   | Vers la R-11    |
| Gloucester | Caraquet    | 13 | R-145, vers R-11, Bas-Caraquet, Caraquet, Bathurst             | Fin de la 335   |